# Henri-Jean Martin
Pour les articles homonymes, voir Henri Martin et Martin.
Henri-Jean Louis Paul Martin, né le 16 janvier 1924 à Paris, mort le 13 janvier 2007 à Paris, est un historien français spécialiste de l’histoire du livre et de l’édition.

## Biographie
Henri-Jean Martin, à qui Lucien Febvre avait confié la rédaction de l'ouvrage L'Apparition du Livre, est le fondateur de ce que l'on peut appeler l'école française d'histoire du livre dont il a défini les contours et qui a engendré une multitude de travaux, au travers des thèses qu'il a dirigées, tant à l'École nationale des chartes qu'à l'École pratique des hautes études, ainsi que par la direction de la somme encyclopédique de l'Histoire de l'édition française.
On lui doit une synthèse sur les apports de la culture écrite, et principalement de la révolution de l'imprimé, dans le développement de la civilisation européenne, dont il donna une synthèse dans Histoire et pouvoir de l'écrit. Il commença une grande réflexion « sur l’histoire des instruments de connaissance et de systèmes de communication au sein de nos sociétés européennes, afin de comprendre et d’expliquer leurs évolutions et leurs mutations psychologiques » à travers son dernier livre, Aux sources de la civilisation européenne.

## Diplômes
- 1947 : Archiviste paléographe ;
- 1962 : Licence ès lettres ;
- 1969 : Doctorat ès lettres.

## Fonctions
- 1947–1958 : Conservateur à la Bibliothèque nationale ;
- 1958–1962 : Détaché au Centre national de la recherche scientifique.
- 1962–1970 : Conservateur, puis conservateur en chef des bibliothèques de la ville de Lyon :
  - Programme de construction d’une nouvelle bibliothèque de 27 000 m2 ; établissement d’un réseau de lecture publique ; création avec Maurice Audin et André Jammes du Musée de l’imprimerie.
- Depuis 1962 : Membre, puis membre honoraire, en histoire moderne et contemporaine, du Comité des travaux historiques et scientifiques ;
- Depuis 1963 : Directeur d’études cumulant, en histoire et civilisation du livre, à l’École pratique des hautes études, IVe section ;
- 1970–1993 : Professeur, en bibliographie et histoire du livre, à l’École nationale des chartes ;
- Depuis 1982 : Membre du comité des travaux historiques et scientifiques de la ville de Paris.

## Distinctions
- 1970 : Médaille d’argent du Centre national de la recherche scientifique ;
- 1985 : Grand Prix d’histoire de la ville de Paris ;
- 1987 : Prix Louise-Weiss décerné par la Bibliothèque nationale ;
- 1988 : Chevalier de la Légion d’honneur ;
- 1989 : Grand prix Gobert de l’Académie française ;
- 1990 : Lauréat de l’American Printing Association ;
- 1990 : Gutenberg-Preis, décerné par la ville de Mayence et la Gutenberg-Gesellschaft ;
- 1993 : Visiting Fellow de l’All Souls College d’Oxford ;
- 1994 : J.S. Schouler Reader de l’université Johns-Hopkins de Baltimore ;
- 1995 : Visiting Fellow de la British Library ;
- 1995 : J.P. Lyell Reader in Bibliography, Oxford ;
- 1995 : Gold Medal de la Bibliographical Society de Londres ;
- 1996 : Foreign Fellow de la British Academy ;
- 2004 : Prix de la critique de l’Académie française.

## Publications
Liste complète : École nationale des chartes, « Bibliographie de Henri-Jean Martin » (2007) [lire en ligne].
- L’Apparition du livre, avec Lucien Febvre, Albin Michel, Paris, 1958.
  - 2e édition, Albin Michel, Paris, 1971.
- Le Livre et la Civilisation écrite, avec la collaboration de Pierre Pellou, 2 volumes, École nationale supérieure des bibliothèques, Paris, 1968-1970.
- Livre, pouvoirs et société à Paris au XVIIe siècle (1598–1701), 2 volumes, Droz, Paris et Genève, 1969.
  - 3e édition, 2 volumes, Droz, Genève, 2000.
- Le Livre français. Hier, aujourd’hui, demain, direction avec Julien Cain et Robert Escarpit, Imprimerie nationale, Paris, 1972.
- Livres et lecteurs à Grenoble. Les registres du libraire Nicolas (1645–1668), avec Martine Lecocq, 2 volumes, Droz, Genève, 1977.
- Histoire de l’édition française, direction avec Roger Chartier, 4 volumes, Promodis, Paris, 1983–1986.
  - 2e édition, 4 volumes, Fayard et Cercle de la librairie, Paris, 1989–1991.
- Pour une histoire du livre (XVe au XVIIIe siècle). Cinq conférences, Bibliopolis, Naples, 1987.
- Le Livre français sous l’Ancien Régime, Promodis, Paris, 1987.
- Le Livre dans l’Europe de la Renaissance. Actes du XXXVIe colloque international d’études humanistes de Tours, direction avec Pierre Aquilon, Promodis et Cercle de la librairie, Paris, 1988.
- Histoire et pouvoirs de l’écrit, préface de Pierre Chaunu, Perrin, Paris, 1988.
  - 2e édition, Albin Michel, Paris, 1996.
- Mise en page et mise en texte du livre manuscrit, direction avec Jean Vezin, Cercle de la librairie et Promodis, Paris, 1990.
- Mise en page et mise en texte du livre français. La naissance du livre moderne (XIVe au XVIIe siècle), Cercle de la librairie, Paris, 2000.
- Les Métamorphoses du livre, entretiens avec Jean-Marc Chatelain et Christian Jacob, Albin Michel, Paris, 2004.
- Aux sources de la civilisation européenne. Paris, Albin Michel, 2008 - Livre de poche, 2010.
- Une vision totale du livre, Bulletin des bibliothèques de France (BBF), 2004, no 5, p. 21-23 [lire en ligne].